# Vladislav Vasiliev
Vladislav Vasiliev (en kazajo: Владислав Васильев; Karagandá, 10 de abril de 1997) es un futbolista kazajo que juega en la demarcación de centrocampista para el F. C. Dinamo Brest de la Liga Premier de Bielorrusia.

## Selección nacional
Tras jugar con la selección de fútbol sub-17 de Kazajistán y la sub-19, finalmente hizo su debut con la selección absoluta el 14 de octubre de 2020 en un partido amistoso contra Bielorrusia que finalizó con un resultado de 2-0 a favor del combinado bielorruso tras los goles de Yawhen Yablonski y Raman Yuzapchuk.

## Clubes
| Club                      | País        | Año       | Partidos | Goles |
| ------------------------- | ----------- | --------- | -------- | ----- |
| F. C. Shakhter Karagandy  | Kazajistán  | 2013-2017 | 25       | 1     |
| F. C. Energetik-BGU Minsk | Bielorrusia | 2018-2019 | 45       | 12    |
| F. C. Dinamo Brest        | Bielorrusia | 2019-2020 | 10       | 1     |
| F. C. Ruj Brest           | Bielorrusia | 2020      | 27       | 8     |
| F. C. Energetik-BGU Minsk | Bielorrusia | 2021      | 17       | 6     |
| F. C. Andijon (cedido)    | Uzbekistán  | 2021      | 8        | 1     |
| F. C. Tobol Kostanai      | Kazajistán  | 2022      | 27       | 1     |
| F. C. Ordabasy            | Kazajistán  | 2023-2024 | 20       | 1     |
| F. K. Dinamo Minsk        | Bielorrusia | 2024      | 2        | 0     |
| F. C. Minsk               | Bielorrusia | 2024      | 14       | 0     |
| F. C. Dinamo Brest        | Bielorrusia | 2025-     |          |       |

## Palmarés

### Campeonatos nacionales
| Título                      | Club                     | País        | Año  |
| --------------------------- | ------------------------ | ----------- | ---- |
| Copa de Kazajistán          | F. C. Shakhter Karagandy | Kazajistán  | 2013 |
| Supercopa de Kazajistán     | F. C. Shakhter Karagandy | Kazajistán  | 2013 |
| Liga Premier de Bielorrusia | F. C. Dinamo Brest       | Bielorrusia | 2019 |
| Supercopa de Kazajistán     | F. C. Tobol Kostanai     | Kazajistán  | 2022 |
| Liga Premier de Kazajistán  | F. C. Ordabasy           | Kazajistán  | 2023 |